# 칸시리즈
칸 국제 시리즈 페스티벌(영어: Cannes International Series Festival, 프랑스어: Festival International des Séries de Cannes)은 국제 텔레비전 축제로, 간단히 칸시리즈(Canneseries)라고 불린다. 매년 프랑스 칸에서 열린다. 세계 각지의 텔레비전 드라마들이 소개 및 상영되며, 관련 마켓 또한 함께 개최된다. 영화제처럼 경쟁 부문이 있어 우수 작품들에게는 상을 수여한다.

## 프로그램
- 경쟁부문
- 단편 경쟁부문
- 다큐멘터리 경쟁부문
- 비경쟁부문

## 상
- 작품상
- 대상
- 각본상
- 출연진 연기상
- 연기상
- 음악상
- 단편 작품상
- 신인상
- 학생 작품상
- 학생 단편 작품상